# Wanbu-Huayanjing-Pagode

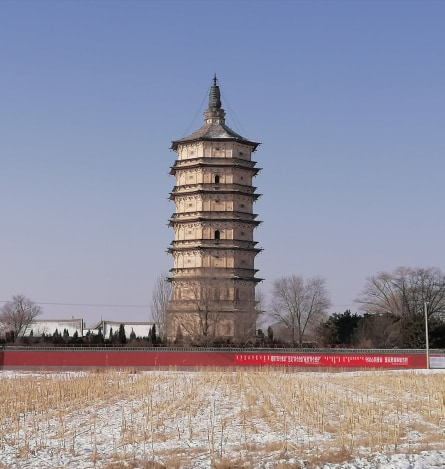
Wanbu Huayanjing Pagode

Die Wanbu-Huayanjing-Pagode bzw. Pagode (zur Aufbewahrung) der Zehntausend Bände des Avatamsaka-Sutra (chinesisch 万部华严经塔, Pinyin Wànbù Huáyánjīng tǎ) ist eine buddhistische Pagode in Hohhot, der Hauptstadt des Autonomen Gebiets Innere Mongolei. Sie wird auch „Weiße Pagode“ (Bai ta) genannt. Die im Turmstil errichtete Ziegel- und Holzpagode stammt aus der Zeit der Liao-Dynastie. Das achteckige Bauwerk hat sieben Geschosse. Sie enthält heute keine buddhistischen Schriften mehr.
Sie steht seit 1982 auf der Liste der Denkmäler der Volksrepublik China (2-18).